# Reconnaissance optique de marques

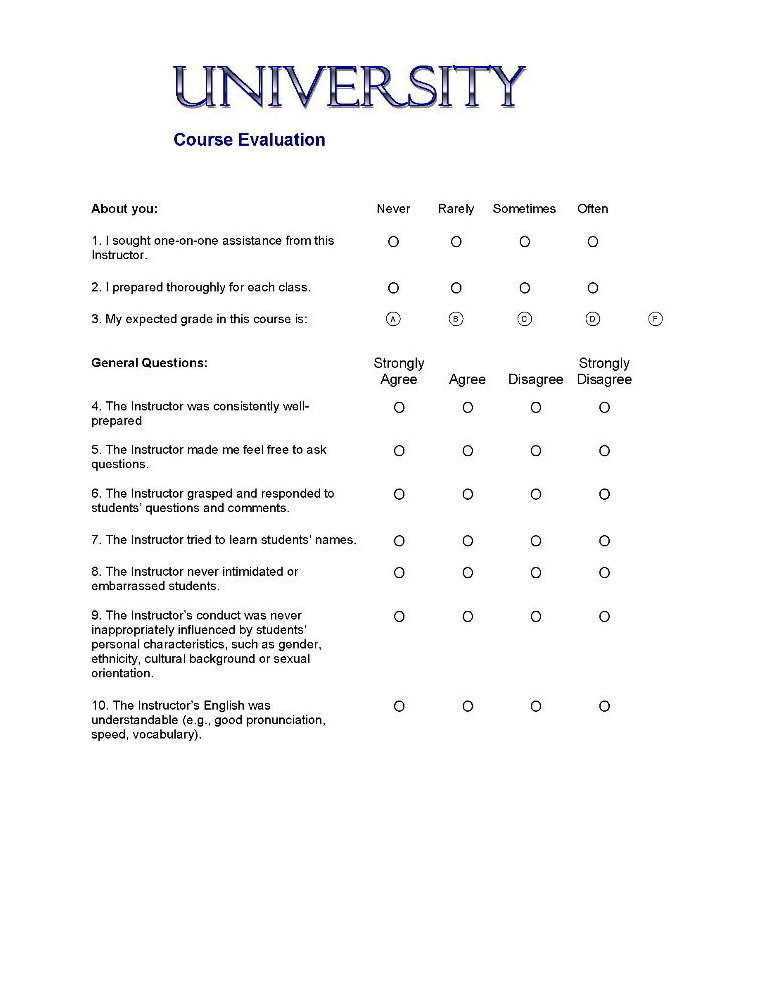
Exemple de formulaire papier destiné à la reconnaissance optique de marques

Le sigle OMR désigne des marquages optiques (typiquement, des traits noirs à emplacements prédéfinis) lisibles par une machine. Cette technologie peut être utilisée dans différents contextes.

## Mise sous pli automatique
Les codes OMR sont imprimés sur les documents sortant à gros volumes (exemples : factures ou mailings d'entreprise), afin de piloter les machines de mise sous pli automatiques.
Le marquage OMR consiste en des traits noirs imprimés perpendiculairement au sens de défilement des feuilles dans le cheminement des machines à mise sous plis. Ces traits sont lus par un capteur réflectif à infrarouges monté dans les machines.
Les marques correspondent à un codage binaire (présence ou absence de marques). Les marques sont lues à une distance fixe depuis le bord d'attaque du papier (généralement le haut de la feuille) et dans le sens de défilement du papier.
Une ou plusieurs marques correspondent à une fonction déterminée.

### Marques fonctionnelles
La fonction principale est celle relative à l'insertion ; là où les marques correspondant à cette fonction peuvent signifier soit que la feuille est la première feuille d'un courrier ou soit la dernière (nommée marque d'insertion en logique positive et marque d'accumulation en logique négative).
Ces machines accumulent les documents dans un accumulateur jusqu'à atteindre une marque qui leur indique de plier les documents, de les mettre sous enveloppe et de fermer celle-ci.
Certaines machines n'utilisent pas de marque d'insertion mais deux ensembles de marques, le premier donnant le nombre de feuilles dans le pli et le deuxième le numéro de la feuille. L'insertion a donc lieu lorsque ces deux valeurs sont égales.
La configuration la plus simple étant une seule marque indiquant l'insertion, elle est cependant peu courante car trop peu sécuritaire[réf. souhaitée].
La configuration la plus courante pour un marquage OMR de mise sous pli est la suivante :
- Marque de sécurité (sert à indiquer le début de la lecture)
- Accu / Insert (cette marque n'est présente que sur la dernière feuille de chaque pli. Elle indique à la machine qu'elle doit insérer les documents dans l'enveloppe)
- Marque de sécurité (sert à indiquer la fin de la lecture)

Sur les machines plus perfectionnées, des marques optionnelles peuvent être ajoutées, notamment pour piloter l'insertion d'encarts dans les enveloppes (par exemple une enveloppe T, ou une annexe commune à tous les destinataires).

### Marques de sécurité
Il existe des marques de sécurité (elles sont toutes optionnelles):
- début de code :  marque toujours présente
- fin de code : marque toujours présente
- parité (paire ou impaire)
- séquence de feuille (compteur)
- séquence de pli (compteur)

### Particularités
Il existe des machines fonctionnant sur deux pistes, la deuxième piste est souvent l'inverse de l'autre, les pistes peuvent être placées côte à côte ou de part et d'autre de la page.

### Génération des marquages
Dans une architecture éditique, la mise en place de marques OMR est en général du ressort des outils de post-composition.

## Dépouillement automatique
La technologie OMR peut aussi être utilisée pour le dépouillement automatique de questionnaires à choix multiples, votes, bulletins de jeu (PMU, LOTO...), etc.
L'utilisateur de ce type de documents renseigne son choix en marquant d'un petit trait ou d'une croix la case de son choix, ceci à l'aide d'un moyen de marquage visible par la machine, crayon de graphite ou stylo, en général bleu ou noir.
Les cases de marquage sont de couleur invisible par la machine, en général rouge ou orange et servent à indiquer l'endroit où les marques doivent être faites.